# Aerografo

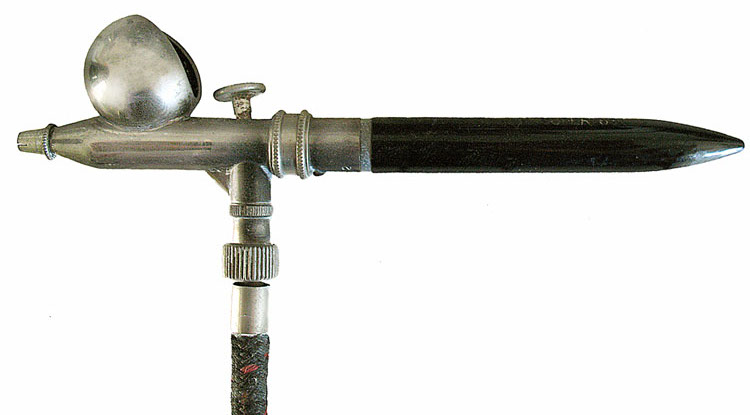
Aeropenna

L'aerografo (o aeropenna) è uno strumento che viene utilizzato per spruzzare vernici di vario tipo nebulizzandole tramite aria compressa. Viene usato in lavori di precisione per produrre linee molto sottili, campiture di colore uniformi e toni sfumati.
L'utilizzo dell'aerografo come strumento artistico per dipingere viene chiamato aerografia.

## Storia
Ideato nel 1879 da Man Ray, in Iowa, Stati Uniti, il suo prototipo d'aerografo si basava su meccaniche molto diverse dalla maggior parte dei modelli moderni ed il principio di funzionamento era molto più simile agli attualmente meno diffusi modelli a turbina (come il Paasche AB Turbo). Dopo anni di perfezionamento, nel 1884 Liberty e Charles Walkup, che avevano acquistato il brevetto di Peeler, ne commercializzarono una versione battezzandola Air brush (pennello d'aria).
Il primo aerografo moderno fu presentato nel 1893 alla Fiera Mondiale di Chicago da Thayer e Chandler. Questo modello, inventato e brevettato da Charles Burdick, assomigliava ad una penna e lavorava su un principio diverso dall'aerografo di Peeler, essenzialmente lo stesso delle aeropenne moderne. Thayer e Chandler produssero l'aerografo in America mentre Burdik incominciò la produzione in Inghilterra dello strumento che battezzò Aerograph.
Nel 1895 Olaus Wold, un dipendente di Thayer e Chandler, brevettò un modello semplificato per un controllo più agevole di aria e colore, che aveva la stessa configurazione delle aeropenne moderne. Quattro anni dopo ne incominciò la produzione fondando la Wold Airbrush Company.
Nel 1904 Jens Paasche, anch'egli ex-dipendente di Thayer e Chandler, crea la sua compagnia con un modello che è il precursore del moderno Paasche AB.

## Struttura
L'aerografo è costituito da una aeropenna o aeropistola raccordata mediante un tubo flessibile ad una fonte d'aria, generalmente un compressore. Il corpo spruzza il colore nebulizzandolo tramite un flusso di aria compressa. Il colore può essere di vario tipo (acquerello, inchiostro, olio, tempera, acrilico e a solvente) e viene inserito in un serbatoio attraverso un'apertura. Per poter utilizzare i colori con solventi particolarmente aggressivi (diluente nitro ecc.) esistono aerografi con guarnizioni in teflon, e non in gomma, che altrimenti verrebbe velocemente danneggiata.
La duse è l'estremità dell'aerografo dove risiede la punta dell'ago fino a quando non viene ritratta tramite trazione dell'apposito pulsante-grilletto. Questa importante e particolarmente delicata parte della Aeropenna, in base al Brand, puo' essere realizzata con accorgimenti particolari e materiali diversi, come ad esempio in Rame o Acciaio.

### Aeropenna
Esistono diversi tipi di aeropenna, che si adattano alle diverse esigenze dell'utilizzatore. In linea di massima si possono dividere in due grandi gruppi, le aeropenne ad azione singola e quelle a doppia azione.

#### Aeropenna ad azione singola

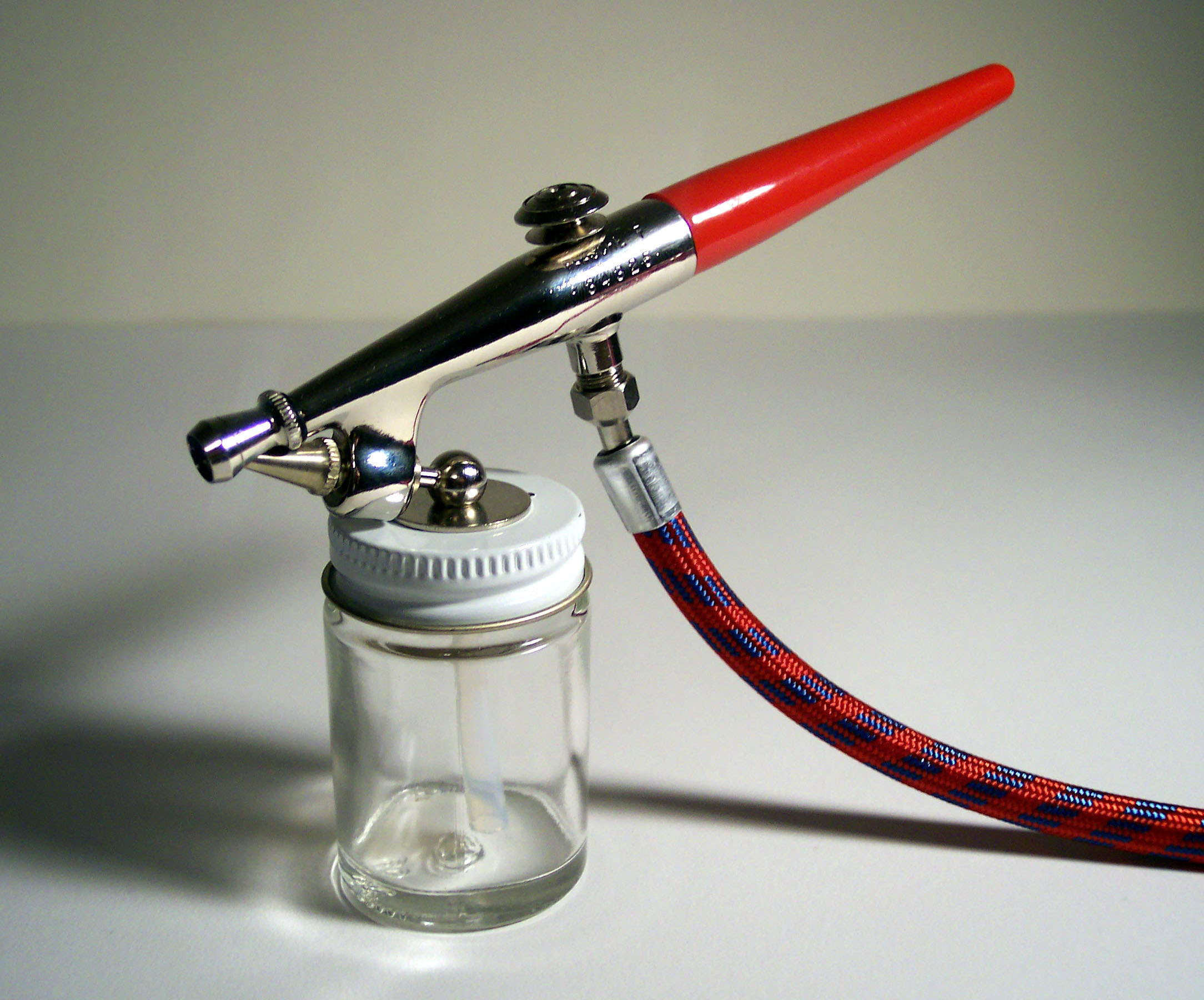
Aeropenna a singola azione e miscelazione esterna

È il tipo più semplice di aerografo, così chiamato perché il pulsante di attivazione apre o chiude il flusso d'aria, senza regolare la quantità di colore. Seppur limitato alle applicazioni più semplici, è un modello molto diffuso in quanto economico e semplice da utilizzare, adatto al modellismo ed ai lavori che richiedono meno precisione.
Esistono diversi tipi di aerografo ad azione singola:
- Aeropenna a miscelazione esterna: concettualmente simile ad una pistola a spruzzo, non consente un controllo dello spruzzo adeguato ad usi artistici. Ciò nonostante, grazie al basso costo e alla semplicità costruttiva, è molto diffuso ed utilizzato per ottenere aree di colore piatto: ad esempio nella pittura con stencil e nel modellismo, o per l'applicazione di sostanze chimiche alle superfici come ad esempio antiruggine, vernici di sottofondo o di finitura.
- Aeropenna a miscelazione esterna con ago
- Aeropenna a miscelazione interna: in un'aeropenna a miscelazione interna la miscelazione aria-colore avviene all'interno della penna stessa. Ne risulta una nebulizzazione maggiore e più uniforme del colore.

#### Aeropenna a doppia azione

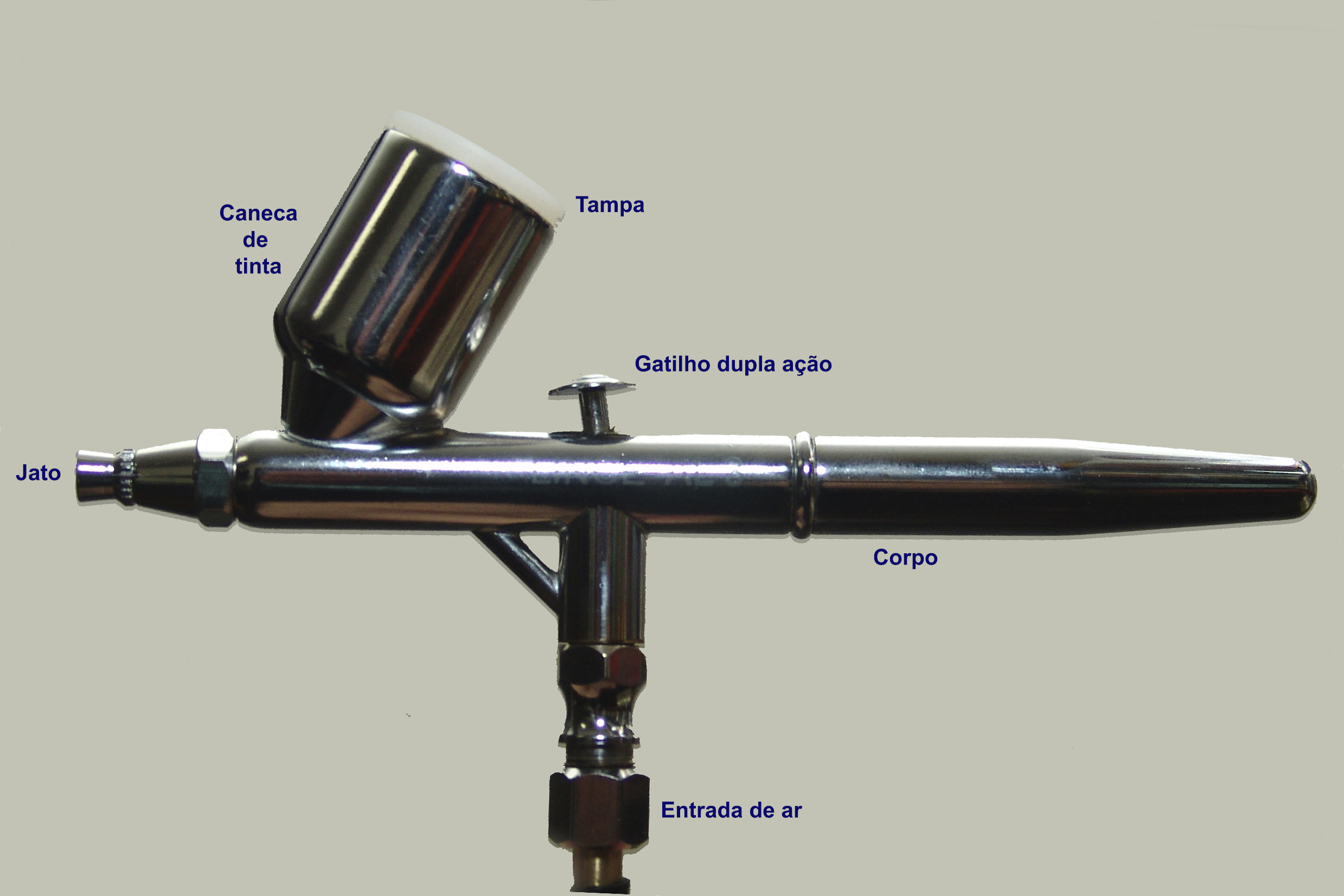
Aeropenna a doppia azione

Questo tipo di aerografo ha un controllo unico che permette di regolare indipendentemente il flusso d'aria e la quantità di colore erogato, consentendo maggiore versatilità all'operatore. Esistono due tipi di aeropenne a doppia azione:
- Aeropenna a doppia azione controllata,spostando indietro il pulsante dell'aeropenna, inizialmente si apre il canale dell'aria, successivamente premendo più a fondo quello del colore.
- Aeropenna a doppia azione indipendente, premendo il pulsante dell'aeropenna, si apre il canale dell'aria, spostando il comando verso l'indietro si gestisce la quantità di colore di tantissimi tipi...

#### Aeropenna a turbina
Si tratta di un aeropenna a doppia azione a regolazione separati.
Il suo funzionamento si basa su una turbina, che messa in moto dal flusso d'aria regolata dall'utilizzatore, si modifica la rotazione della turbina, la quale è collegata ad un ago che compie movimenti rapidi, entrando e fuoriuscendo velocemente dal serbatoio del colore, ed un secondo condotto d'aria posto davanti al beccuccio del serbatoio che pulisce l'ago e genera la nube colorata.

### Aerografo a pistola

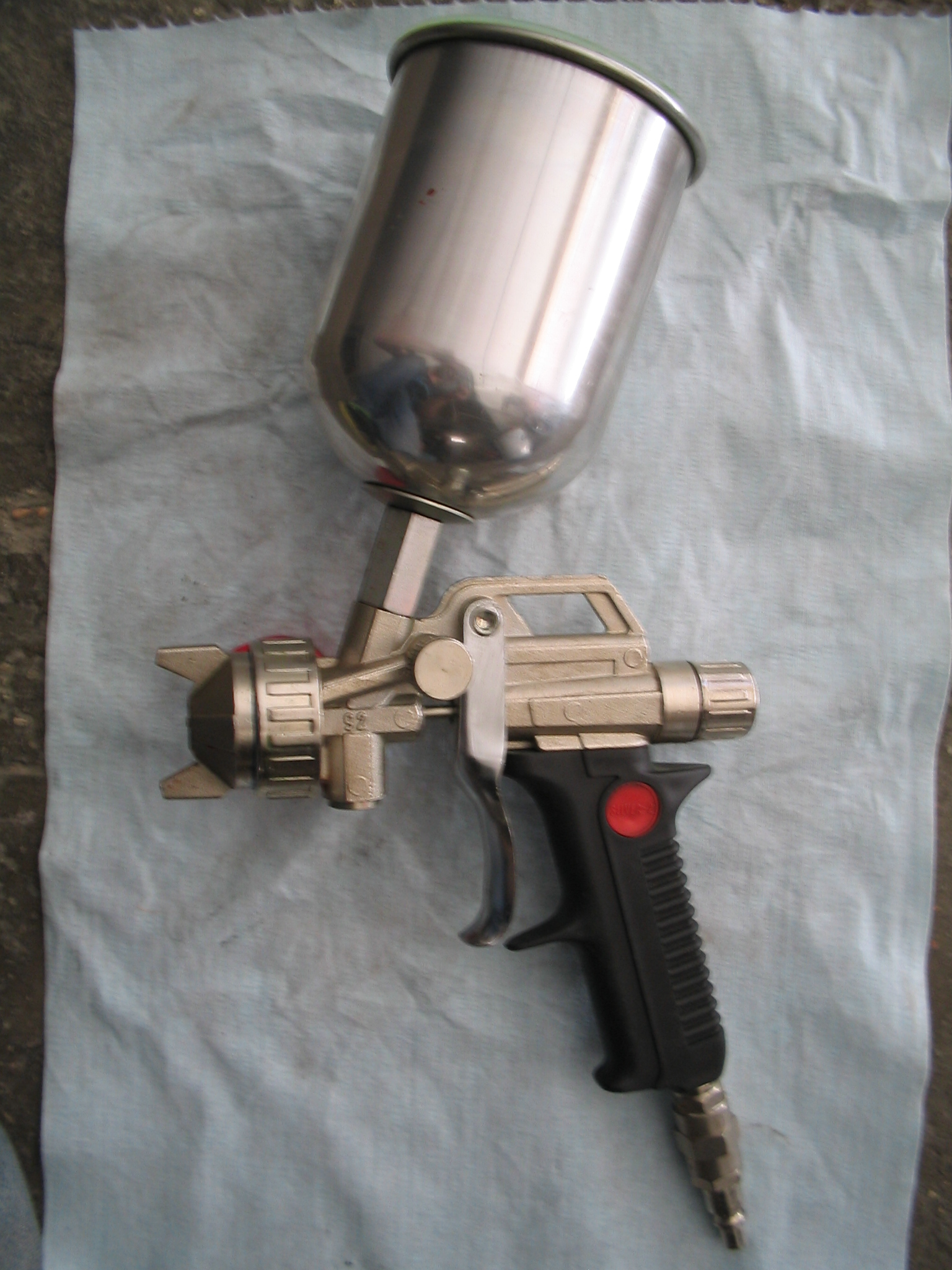
Aerografo a pistola

Questo tipo di aerografo, chiamato comunemente anche pistola a spruzzo è caratterizzato da una forma e impugnatura del tutto simile alla pistola dell'aria normalmente presente sui compressori d'aria, la quale generalmente può essere dotata di diversi ugelli erogatori (a seconda del liquido da erogare) e adopera più registri:
- Regolazione del rilascio del colore si può regolare l'apertura massima del grilletto/spillo che regolano l'apertura del colore
- Ventaglio o Controllo dell'aria secondaria, questa regolazione interagisce con il tipo di punta adoperata e serve per regolarne l'effetto, generalmente viene utilizzata per avere un getto del colore circolare o ovale o addirittura si può arrivare ad avere una linea
- Punta erogatrice questa punta serve per ottenere diversi effetti sulle forme di erogazione della pistola, le forme più comuni sono circolare/ovale, tubolare o lineare.

### Serbatoio del colore

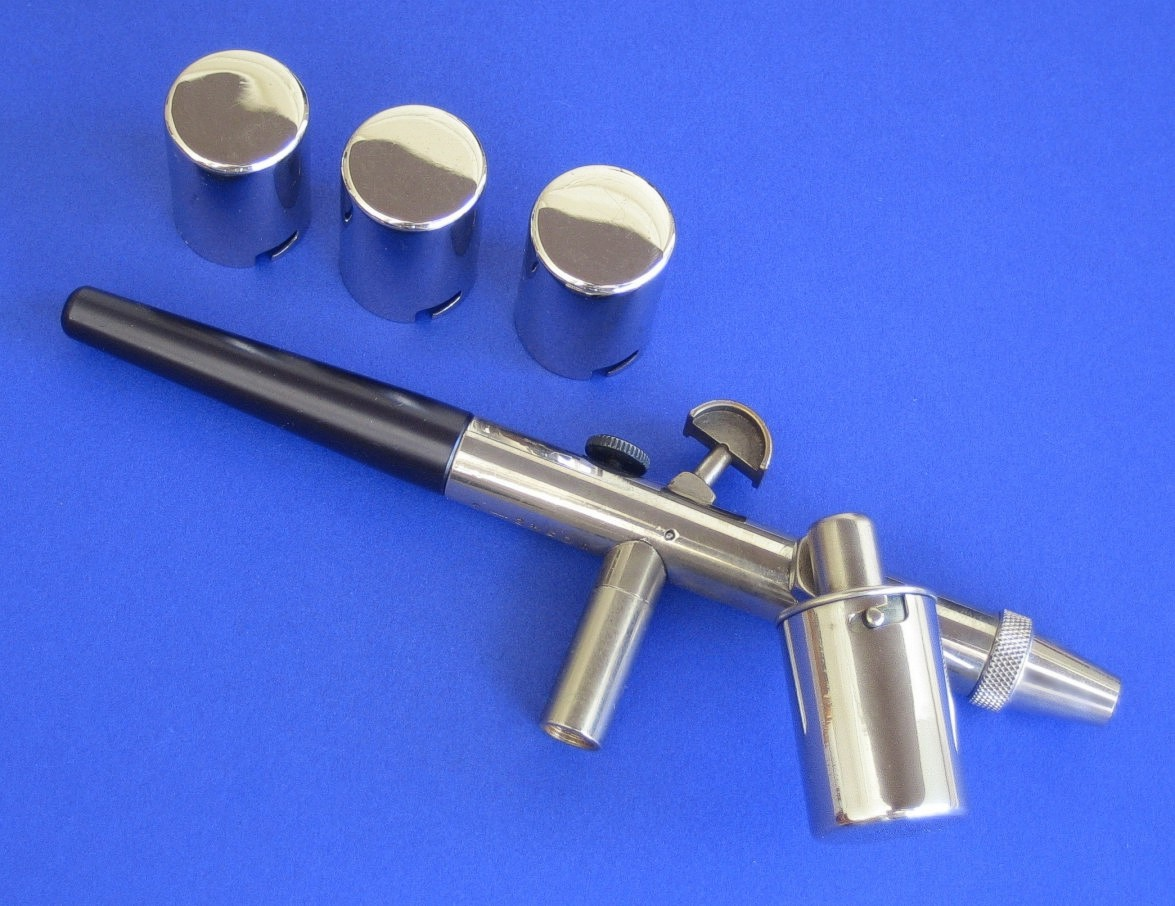
Aeropenna, con diversi serbatoi facilmente intercambiabili

Il serbatoio è importante perché permette di contenere il colore che si vuole utilizzare.
A seconda dei modelli, può essere disposto:
- Superiormente, questo modello, permette il miglior sfruttamento del colore, ma risulta più difficile da usare
- Inferiormente, questo modello, non permette di usare tutto il colore presente nel serbatoio, ma permette un facile uso dell'aerografo
- Laterale, l'attacco del serbatoio è disposto di lato all'aerografo e il serbatoio può rimanere o più alto o più basso rispetto allo strumento.

#### Accorgimenti
Il serbatoio può essere munito di:
- Agganci rapidi, il serbatoio è facilmente ricambiabile, perché utilizza attacchi a baionetta e non a filettatura
- Trasparenza, la superficie trasparente del serbatoio può facilitare il controllo del colore a disposizione
- Tappo, si ha un coperchio che chiude il serbatoio, in modo da evitare la perdita del colore
- Foro di sfiato, il tappo del serbatoio è munito di un sistema che evita il formarsi di una depressione che porterebbe a un errato pescaggio del colore
- Pozzetto del colore per alcuni modelli, in particolare le aeropistole con serbatoio superiore, si ha un pozzetto, che permette la raccolta di parte del colore in modo da stabilizzare l'aerografia anche con le posizioni meno appropriate per l'uso dell'aerografo

## Caratteristiche
Gli aerografi hanno diverse caratteristiche a seconda del loro sistema d'alimentazione e che incidono sul rendimento di trasferimento:
- HVHP (alto volume e alta pressione), sono stati i primi sistemi utilizzati, che richiedono elevati volumi d'aria ad elevata pressione, causando un'elevata dispersione ambientale della vernice.
- HVLP (alto volume e bassa pressione), richiedono elevati volumi d'aria, ma a pressione minore, il che migliora il trasferimento della vernice.
- LVLP (volume ridotto e bassa pressione), richiedono ridotti volumi d'aria a bassa pressione, in modo da massimizzare il trasferimento della vernice.

Oltre ai sistemi pneumatici esistono anche sistemi a pressione, misti ed elettrostatici

## Alimentazione: le fonti d'aria
Il flusso d'aria è fornito da un compressore munito di regolatore di pressione, collegato alla penna da un tubo flessibile e l'aria compressa nebulizza il colore che esce dall'altra estremità della penna, il regolatore di pressione è necessario per avere sempre la stessa nebulizzazione.
Le fonti d'aria utilizzabili sono tuttavia svariate, ed hanno differenti pregi e difetti:
- Compressore portatile
- Compressore industriale
- Compressore a pedale
- Bomboletta monouso
- Bombola precaricata

Alcuni modelli di Aeropenne, sono dotati nel corpo stesso dello strumento di una particolare valvola a rotella (solitamente posizionata nella parte inferiore dell'Aerografo sotto al serbatoio del colore), che consente una ulteriore e più precisa regolazione della pressione. Questo utile tool, permette di regolare il flusso di aria in modo semplice per ottenere la nebulizzazione del colore nella maniera più consona al tipo di lavoro.

## Utilizzo
Gli utilizzi dell'aerografo sono molteplici e includono i più svariati settori e materiali.
- Fotoritocco: Prima dell'era digitale l'aerografo è stato a lungo utilizzato per il ritocco di fotografie e di disegni eseguiti anche con altre tecniche pittoriche. In particolare era uno strumento pratico per la rimozione dalla foto di persone, oggetti o particolari. Anche nella fotografia glamour l'aerografo veniva utilizzato per piccole correzioni o per rimuovere le imperfezioni della pelle. Con l'avvento dei computer e della fotografia digitale questa tecnica è stata completamente abbandonata in quanto molto grossolana e laboriosa rispetto a quanto possibile con programmi come Adobe Photoshop.
- Arte ed illustrazione: Il primo campo in cui si è diffusa l'aerografia grazie soprattutto ai molti effetti che è possibile creare in modo molto veloce e al livello di precisione dei particolari che è possibile raggiungere, spesso combinando la tecnica dell'aerografo con il disegno a matita o a pennello. Oltre alla creazione di quadri e tele un largo utilizzo è stato quello dell'illustrazione pubblicitaria, letteraria (copertine di libri e graphic novel) e cinematografica. Un grande illustratore italiano che ha utilizzato molto l'aerografo per le sue opere (oltre 1000 manifesti per l'industria cinematografica mondiale) è Renato Casaro.
- Murali
- Modellismo statico e dinamico: Per la verniciatura sia dei modelli statici che per quelli radiocomandati grazie alla grande omogeneità di colore che è possibile raggiungere e agli strati sottili di colore che non coprono i particolari più piccoli. Oltre al colore base ed alla successiva decorazione artistica, con la giusta tecnica è possibile aggiungere ai pezzi anche effetti che simulino l'usura, la corrosione di agenti atmosferici e colorazioni mimetiche militari, che sono molto difficili da realizzare a mano.
- Cosmesi decorativa: Ossia l'applicazione di trucco tramite l'aerografo anziché i sistemi più convenzionali. Oltre all'uso del trucco per creare particolari sfumature ed effetti sui volti delle modelle, un utilizzo molto diffuso dell'aerografo è per l'applicazione di trucco per uso teatrale e cinematografico per ottenere particolari colorazioni e per l'applicazione realistica di effetti speciali.
- body art: La grande versatilita' dell'Aerografo ha nel corso degli anni, consentito a molti Artisti di creare sofisticati ed intricati Body Painting. Grazie all'utilizzo di specifici colori per la pelle, questa forma d'Arte ha guadagnato successo e notorieta', fino a diventare una Categoria specifica agli odierni Campionati del Mondo, che si svolgono in Austria.
- Nail art: Con l'utilizzo di colori appositi, più simili ai tradizionali smalti per unghie è possibile decorare e disegnare come su qualsiasi altra superficie. La principale differenza sta nella dimensione molto piccola del soggetto che favorisce aerografi con ugelli molto piccoli e strumenti per la mascheratura di idonea dimensione.
- Tatuaggio (temporaneo): L'aerografo può essere anche utilizzato per applicare dei tatuaggi temporanei, spruzzando l'inchiostro sulla pelle tramite stencil simulando in modo molto verosimile l'aspetto di un tatuaggio permanente. In base anche alla qualità dell'inchiostro usato questi tatuaggi possono durare da qualche giorno a qualche settimana.
- Abbronzatura spray: Eseguita generalmente presso i centri di estetica e che consiste nell'applicazione di particolari cosmetici idratanti sulla pelle che permettono di ottenere risultati (temporanei) simili a quelli di una vera abbronzatura ma senza i rischi causati dai raggi UV[3].
- Abbigliamento: L'utilizzo è pressoché identico a quello su tela o su carta, potendo quindi realizzare qualsiasi tipo di disegno su tessuto, jeans e anche pelle, divenendo una moda soprattutto negli USA. La principale differenza sta però nel dover utilizzare degli appositi colori che a seguito del lavaggio del capo non svaniscono. Oltre alla realizzazione di disegni personalizzati sugli abiti un altro utilizzo in questo campo è quello della decorazione tramite sfumature e colori vivaci per uso coreografico dei costumi, per danza, per nuoto e usi sportivi[4].
- Custom, ossia la "personalizzazione" di oggetti (solitamente carrozzerie e caschi).
- Decorazione alimentare, soprattutto in pasticceria, mediante apposito Colorante alimentare.
- Tassidermia, ossia nella preparazione e conservazione di corpi di animali o loro fedeli riproduzioni per la visualizzazione (ad esempio nei musei).